# Steve Kekana
Tebogo Steve Kekana (Zebediela, Limpopo, 4 de agosto de 1958 – Limpopo 1 de julho de 2021) foi um cantor e compositor sul-africano. Kekana perdeu a visão aos cinco anos de idade e frequentou uma escola para cegos em Polokwane. Durante os anos de escola, ele alimentou seu amor por cantar, e tornou-se membro de grupos amadores durante a sua adolescência. A música Raising My Family foi um grande sucesso na Europa, em 1980. Ao todo, ele gravou mais de quarenta álbuns.

## Discografia selecionada
- Iphupho
- The English Album
- Ngiyadlisa
- Raising my family
- Ha ke le tje
- Isithombe sami
- Ntombi yami
- Umenziwa akakhohlwa
- Isiko lwabe Suthu
- African Lady
- My Pride, My Joy
- BhoBho